# 北台站
北台站，位于中华人民共和国辽宁省本溪市平山区北台街道，是辽溪铁路上的火车站，建于1942年，由沈阳铁路局管辖。

## 歷史
- 建于1942年。

## 外部連結
- 中国铁路客户服务中心（页面存档备份，存于）